# Костёл Святого Иоанна Крестителя (Плунге)
Костёл Святого Иоанна Крестителя — католический храм в Плунге, Литва. Является основным культурным объектом исторической части города. Здания костёла является охраняемым государством объектом культурного наследия; код в Регистре культурных ценностей Литовской Республики 28060. Храм неороманский, в плане — крестообразный, двухбашенный.

## История
Предшественником современного храма был выстроенный в 1797 году деревянный костёл Святого Иоанна Крестителя, не сохранившийся до наших дней. Возведение нового храма началось в 1899 году.
В 1902 году строительство храма остановилось по причине смерти финансировавшего его князя Михаила Огинского. Пожертвованных денег и строительных материалов не хватило для завершения строительства, а собрать дополнительные средства не удалось из-за со сложной общественной обстановки.
Работы по возведению каменного костёла Святого Иоанна Крестителя закончились только в 1933 году, тогда же он был освящён епископом Тельшяйским Юстинасом Стаугайтисом. В настоящее время храм и колокольня образуют Плунгеский комплекс зданий костёла Святого Иоанна Крестителя. Колокольня классицистического стиля примыкает к ограде костёльного двора и является его неотъемлемой частью.
Лурд со скульптурой Пресвятой Девы Марии сооружен по инициативе супруги Михаила Николая Огинского Марии Скужевской-Огинской. В 1903 году она пригласила в Плунге из Кракова монахинь и настоятельницу Конгрегации сестер Святейшего Сердца Иисуса. На реализацию их решения оборудовать Лурд княгиня пожертвовала 5000 рублей. Спустя два года монахиня София Закжевска привезла для Лурда скульптуру Пресвятой Девы Марии.
В советские годы Лурд уничтожили, а повреждённую скульптуру бросили в реку, но местные жители её вытащили. Освящение восстановленного Лурда состоялось в 1990 году. Старая скульптура осталась в Плунгеском храме.